# Liste der frühneuzeitlichen Universitäten in Europa

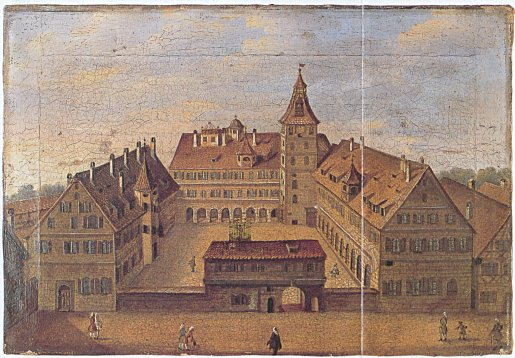
Die Universität Altdorf bei Nürnberg 1714

Die Liste der frühneuzeitlichen Universitäten in Europa führt alle Universitäten auf, die in Europa in der Frühneuzeit (1501–1800) gegründet wurden. Sie beinhaltet auch kurzlebige Gründungen und Bildungsinstitutionen, deren Universitätsstatus von der Forschung noch nicht abschließend geklärt ist. Der Betrieb der mittelalterlichen Universität wurde in der Neuzeit fortgeführt und ihre Anzahl stieg von ungefähr achtzig auf nahezu zweihundert an. Während die universitas nun auch in Osteuropa bis nach Moskau Einzug hielt, kam es in ihren Stammlanden zu einer neuen Gründungswelle, die durch die Konkurrenz des Protestantismus und der durch die Jesuiten angeführten Gegenreformation befeuert wurde. Gleichzeitig errichteten Spanier und Briten Kolonialuniversitäten und Colleges in der Neuen Welt und leiteten so die globale Verbreitung der Universität als höchste Bildungsstätte der Gegenwart ein (siehe Liste der ältesten Universitäten).

## Definition
Eine Kurzdefinition der Universität mit ihren wesentlichen Merkmalen, wie sie sich im Mittelalter und der Frühneuzeit herausgebildet haben, bietet die mehrbändige Geschichte der Universität in Europa der Europäischen Rektorenkonferenz:

„Die Universität ist eine, ja die europäische Institution par excellence: Als Gemeinschaft von Lehrenden und Lernenden, ausgestattet mit besonderen Rechten der Selbstverwaltung, der Festlegung und Ausführung von Studienplänen und Forschungszielen sowie der Verleihung öffentlich anerkannter akademischer Grade ist sie eine Schöpfung des europäischen Mittelalters...
Keine andere europäische Institution hat wie die Universität mit ihren überlieferten Strukturen und ihren wissenschaftlichen Leistungen in der ganzen Welt universale Geltung erlangt. Die Titel der mittelalterlichen Universität, Bakkalaureat, Lizenziat, Magistergrad, Doktorat, werden in den unterschiedlichsten politischen und ideologischen Systemen anerkannt. Die vier mittelalterlichen Fakultäten der Theologie, Jurisprudenz, Medizin und der Artes haben zwar teilweise andere Bezeichnungen erhalten. So wurde die Artistenfakultät zur philosophischen, zu derjenigen der lettres, sciences, humanities. Zahlreiche, vor allem sozialwissenschaftliche und technologische Disziplinen kamen hinzu, doch bilden die alten Fakultäten nach wie vor auf der ganzen Welt den Kern der Universitäten. Selbst der Name der universitas, der im Mittelalter für Genossenschaften unterschiedlichster Art gebraucht wurde und dementsprechend zunächst nur die korporative Organisation von Lehrern und Schülern bezeichnete, erhielt im Lauf der Jahrhunderte eine geistige Aufwertung: Als universitas litterarum verkörpert die Universität seit dem 18. Jahrhundert die Bildungsinstitution, welche die Gesamtheit der Wissenschaften zu pflegen und zu vermitteln hat.“

## Liste
Die Liste ist nach dem Zeitpunkt der Anerkennung sortiert. Wo mehr als eine Universität an einem Ort gegründet wurde, steht der Name der Institution in Klammern.

### 16. Jahrhundert
| Anerkannt | Universität                    | Heutiges Land |
| --------- | ------------------------------ | ------------- |
| 1502      | Wittenberg                     | Deutschland   |
| 1505      | Sevilla (Santa Maria de Jesús) | Spanien       |
| 1506      | Frankfurt (Oder)               | Deutschland   |
| 1516      | Sevilla (Santo Tomás)          | Spanien       |
| 1521      | Toledo                         | Spanien       |
| 1526      | Santiago de Compostela         | Spanien       |
| 1527      | Marburg                        | Deutschland   |
| 1531      | Granada                        | Spanien       |
| 1534      | Sahagún                        | Spanien       |
| 1539      | Nîmes                          | Frankreich    |
| 1540      | Macerata                       | Italien       |
| 1540      | Oñate                          | Spanien       |
| 1542      | Tournon                        | Frankreich    |
| 1542      | Baeza                          | Spanien       |
| 1544      | Königsberg                     | Russland      |
| 1547      | Gandia                         | Spanien       |
| 1548      | Messina                        | Italien       |
| 1548      | Reims                          | Frankreich    |
| 1548/49   | Osuna                          | Spanien       |
| Um 1550   | Irache                         | Spanien       |
| 1550      | Almagro                        | Spanien       |
| 1551      | Tortosa                        | Spanien       |
| 1552      | Orihuela                       | Spanien       |
| 1553      | Dillingen                      | Deutschland   |
| 1555      | Burgo de Osma                  | Spanien       |
| 1556      | Mailand                        | Italien       |
| 1556      | Prag (Collegium Clementinum)   | Tschechien    |
| 1556      | Rom (Gregoriana)               | Italien       |
| 1557/58   | Jena                           | Deutschland   |
| 1558/59   | Évora                          | Portugal      |
| 1559      | Genf                           | Schweiz       |
| 1559      | Nizza                          | Frankreich    |
| 1559/60   | Douai                          | Frankreich    |
| 1560      | Mondovì                        | Italien       |
| 1562      | Ancona (it.)                   | Italien       |
| 1565      | Estella                        | Spanien       |
| 1568      | Braunsberg                     | Polen         |
| 1570      | Olmütz                         | Tschechien    |
| 1572      | Pont-à-Mousson                 | Frankreich    |
| 1574      | Oviedo                         | Spanien       |
| 1574      | Tarragona                      | Spanien       |
| 1575      | Leiden                         | Niederlande   |
| 1575/76   | Helmstedt                      | Deutschland   |
| 1576      | Ávila                          | Spanien       |
| 1578      | Neustadt an der Weinstraße     | Deutschland   |
| 1578      | Palermo                        | Italien       |
| 1578      | Wilna                          | Litauen       |
| 1582/83   | Edinburgh                      | Schottland    |
| 1583      | Orthez                         | Frankreich    |
| 1585      | Fermo                          | Italien       |
| 1585      | Franeker                       | Niederlande   |
| 1585/86   | Graz                           | Österreich    |
| 1587      | El Escorial                    | Spanien       |
| 1587      | Girona                         | Spanien       |
| 1592      | Dublin                         | Irland        |
| 1594      | Zamość                         | Polen         |
| 1595      | Aberdeen (Marischal College)   | Schottland    |
| 1596/1604 | Saumur                         | Frankreich    |
| 1598      | Montauban                      | Frankreich    |
| 1599      | Vic                            | Spanien       |
| 1599/1602 | Sedan                          | Frankreich    |

### 17. Jahrhundert
| Anerkannt | Universität                          | Heutiges Land |
| --------- | ------------------------------------ | ------------- |
| 1601/04   | Die                                  | Frankreich    |
| 1603      | Aix-en-Provence (königliches Kolleg) | Frankreich    |
| 1606      | Cagliari                             | Italien       |
| 1607      | Gießen                               | Deutschland   |
| 1612/14   | Groningen                            | Niederlande   |
| 1614      | Solsona                              | Spanien       |
| 1614/16   | Paderborn                            | Deutschland   |
| 1617      | Sassari                              | Italien       |
| 1617/18   | Molsheim                             | Frankreich    |
| 1619      | Pamplona                             | Spanien       |
| 1620      | Rinteln                              | Deutschland   |
| 1620/25   | Salzburg                             | Österreich    |
| 1621      | Straßburg                            | Frankreich    |
| 1622      | Altdorf                              | Deutschland   |
| 1625      | Mantua                               | Italien       |
| 1629/32   | Osnabrück                            | Deutschland   |
| 1632      | Dorpat                               | Estland       |
| 1633      | Kassel                               | Deutschland   |
| 1635      | Tyrnau                               | Ungarn        |
| 1636      | Utrecht                              | Niederlande   |
| 1640      | Åbo                                  | Finnland      |
| 1647/48   | Harderwijk                           | Niederlande   |
| 1648      | Bamberg                              | Deutschland   |
| 1652      | Kiel                                 | Deutschland   |
| 1654      | Duisburg                             | Deutschland   |
| 1655      | Nijmegen                             | Niederlande   |
| 1657      | Kaschau                              | Slowakei      |
| 1661      | Lemberg                              | Ukraine       |
| 1665      | Prešov                               | Slowakei      |
| 1666/68   | Lund                                 | Schweden      |
| 1669      | Innsbruck                            | Österreich    |
| 1671      | Urbino                               | Italien       |
| 1671      | Montbéliard                          | Frankreich    |
| 1674      | Linz                                 | Österreich    |
| 1685      | Straßburg                            | Frankreich    |
| 1691      | Besançon                             | Frankreich    |
| 1693/94   | Halle                                | Deutschland   |

### 18. Jahrhundert
| Anerkannt | Universität     | Heutiges Land |
| --------- | --------------- | ------------- |
| 1701      | La Laguna       | Spanien       |
| 1702      | Breslau         | Polen         |
| 1714/17   | Cervera         | Spanien       |
| 1722      | Dijon           | Frankreich    |
| 1722      | Pau             | Frankreich    |
| 1724      | St. Petersburg  | Russland      |
| 1727      | Camerino        | Italien       |
| 1727      | Rom (Angelicum) | Italien       |
| 1732/34   | Fulda           | Deutschland   |
| 1733/37   | Göttingen       | Deutschland   |
| 1735      | Rennes          | Frankreich    |
| 1742/43   | Erlangen        | Deutschland   |
| 1748      | Altamura        | Italien       |
| 1755      | Moskau          | Russland      |
| 1760      | Bützow          | Deutschland   |
| 1765      | Corte           | Frankreich    |
| 1768      | Nancy           | Frankreich    |
| 1769      | Malta           | Malta         |
| 1771      | Münster         | Deutschland   |
| 1772/73   | Modena          | Italien       |
| 1777      | Bonn            | Deutschland   |
| 1781      | Stuttgart       | Deutschland   |
| 1783      | Murcia          | Spanien       |